# Everaldo Lucena
 Everaldo Lucena da Silva  (Rio de Janeiro, 28 de maio de 1985) é um voleibolista brasileiro, atuante na posição Levantador , que conquistou pelas categorias de base da Seleção Brasileira: o título do Campeonato Sul-Americano Infanto-Juvenil de 2002 no Chile, a medalha de ouro no Campeonato Mundial Infantojuvenil de 2003 na Tailândia e foi medalhista de ouro no Campeonato Sul-Americano Juvenil de 2004 no Chile.

## Carreira
Everaldo foi revelado nas categorias de base do Fluminense F.C., e ainda vinculado a este foi convocado para Seleção Brasileira e disputou e conquistou  a medalha de ouro no Campeonato Sul-Americano Infantojuvenil de 2002 em Santiago,Chile.
Novamente na categoria infantojuvenil, serviu a Seleção Brasileira na conquista da medalha de ouro no Campeonato Mundial de 2003 em Suphan Buri-Tailândia , nas estatísticas da edição foi o sexto Melhor Levantador, ocasião que vestia a camisa#16 na equipe, além deste fundamento foi quadragésimo terceiro bloqueador, atleta que ocupou a trigésima oitava posição entre os melhores sacadores e adécima sétima poisção no fundamento de defesa.
Em 2004 também defendeu a Seleção Brasileira, desta vez pela categoria juvenil, e fez parte da equipe que conquistou o ouro no Campeonato Sul-Americano sediado em Santiago, Chile.Nessa jornada competiu pelo Wizard/Suzano, clube pelo qual conquistou em 2004 o ouro nos Jogos Abertos do Interior , na cidade de Barretos; além da prata no Campeonato Paulista no mesmo ano, e a quarta posição na Superliga Brasileira A 2004-05.
Em 2005 foi convocada para Seleção Brasileira visando à preparação para o Campeonato Mundial Juvenil na Índia, mas não esteve no grupo que disputou tal competição na conquista da prata.
Atuou pela equipe da Ulbra/Ferraz/São Paulo F.C  na temporada 2005-06, sendo  vice-campeão gaúcho  e dos Jogos Abertos de Botucatu em 2005 e disputou a Superliga Brasileira A 2005-06 por este clube e encerrou na oitava posição.
Em 2006 ajudou o técnico José Roberto Guimarães nos treinamentos preparatórios da Seleção Brasileira Feminina para a Copa Pan-Americana.Contratado pelo Bento Vôlei, Everaldo o defendeu nas competições do período esportivo 2006-07, sagrando-se novamente vice-campeão gaúcho em 2006 e disputou a correspondente  Superliga Brasileira A, e nesta competição encerrou na décima quarta posição.
Por duas temporadas defendeu o Álvares /Vitória, disputando a Superliga Brasileira 2007-08 encerrando na décima segunda posição e na jornada seguinte disputou a correspondente Superliga Brasileira A terminando na nona colocação.
Transferiu-se na temporada 2009-10 para o Volta Redonda, sagrou-se campeão carioca em 2009 , obteve o bronze na Liga Nacional de 2009.Por esse clube disputou a correspondente Superliga Brasileira A terminando na décima segunda posição da Superliga Brasileira A.
Renovou com o Volta Redonda para o período esportivo seguinte, e conquistou o bicampeonato carioca em 2010, na condição de capitão liderou o time na conquista da Liga Nacional neste mesmo ano, representando  Niterói com  a alcunha  Bravo/Funcab/Niterói e disputou a Superliga Brasileira A 2010-11, participando da campanha da  décima primeira posição nesta edição.
Em sua terceira temporada consecutiva  pelo clube carioca, que utilizou a alcunha:  Voltaço nas competições de 2011-12 foi vice-campeão do Campeonato Carioca de 2011 e alcançou por esta equipe a nona posição na Superliga Brasileira A 2011-12.
Despertou o interesse do Sesi-SP na jornada 2012-13, e atuou por este  na conquista da  Copa São Paulo de 2012 de forma consecutiva, também foi campeão  do Campeonato Paulista em 2012 e foi bronze na edição da Superliga Brasileira A 2012-13.
Em 2013 foi convocado para seleção principal visando a preparação  para a Liga Mundial e o Campeonato Sul-Americano.Contratado pela equipe mineira do  Montes Claros Vôlei para a temporada 2013-14, conquistou o título inédito da Superliga Brasileira B de 2013, obtendo a promoção a Superliga Brasileira A 2013-14.Conquistou também em 2013 o título da Supercopa Banco do Brasil.Para a temporada 2013-14 o clube transferiu-se do centro-oeste para  cidade mineira de Montes Claros; na Superliga Brasileira A 2013-14 a equipe não fez uma boa campanha, finalizando na décima segunda posição, ou seja, em último lugar.
Na temporada 2014-15 foi contratado pelo Camponesa/Minas , conquistando o vice-campeonato mineiro em 2014 e por este foi inscrito na Superliga Brasileira A 2014-15.Renovou com o mesmo clube para a temporada 2015-16.
Em 2016 passa atuar pelo SESC-RJ, onde foi capitãona conquista conquistou neste ano o título da edição do Campeonato Carioca, disputando a Taça de Prata de 2016 alcançando a promoção a Superliga Brasileira B de 2017 e conduzindo nesta competição a equipe ao título e a promoção para Superliga Brasileira A 2017-18.
Renovou com o SESC-RJ para a jornada de 2017-18, e na pré-temporada participou da edição do Desafio Sul-Americano de Vôlei na San Juan (Argentina) conquistando o terceiro lugare alcançou o título da edição da Copa Ciudad Morón.Conquistou o tetracampeonato na edição do Campeonato Carioca de 2017 e disputou a correspondente Superliga Brasileira A 
Em sua terceira temporada pelo SESC-RJ alcançou na jornada esportiva 2018-19 o tricampeonato do Campeonato Carioca de 2018 e o  vice-campeonato na primeira edição da Copa Libertadores de Voleibol 

## Títulos e resultados
- Copa Ciudade Morón: 2017[49]
- Desafio Sul-Americano de Clubes: 2017[47]
- Superliga Brasileira A: 2012–13[35]
- Superliga Brasileira A: 2004–05[3]
- Superliga Brasileira B: 2013,[37], 2017[46]
- Liga Nacional: 2010[26]
- Liga Nacional: 2009[23]
- Supercopa Banco do Brasil: 2013[37]
- Jogos Abertos do Interior de São Paulo: 2004
- Jogos Abertos do Interior de São Paulo: 2005[14]
- Campeonato Mineiro: 2014[41]
- Campeonato Paulista: 2012,[34] 2023
- Campeonato Paulista: 2004
- Campeonato Gaúcho: 2005, 2006
- Campeonato Carioca: 2009,[22] 2010,[22] 2016,[45] 2017,[50] 2018[52]
- Campeonato Carioca: 2011[30]
- Copa São Paulo: 2012[33]

## Premiações individuais
- 6º Melhor Levantador do Campeonato Mundial Infantojuvenil de 2003[7]